# Saint-Clément-à-Arnes
 Saint-Clément-à-Arnes  es una población y comuna francesa, en la región de Champaña-Ardenas, departamento de Ardenas, en el distrito de Vouziers y cantón de Machault.
Está integrada en la Communauté de communes de l'Argonne Ardennaise.
Se encuentra junto al río Arnes.

## Demografía
| 222 | 222 | 215 | 261 | 512 | 517 | 513 | 528 | lac. | lac. | 524 | 315 | 268 | 242 | 239 | 227 | 214 | 207 | 202 | 186 | 115 | 157 | 149 | 152 | 142 | 144 | 131 | 145 | 156 | 109 | 115 | 115 | 106 |
| Para los censos de 1962 a 1999 la población legal corresponde a la población sin duplicidades (Fuente: INSEE [Consultar]) |     |     |     |     |     |     |     |      |      |     |     |     |     |     |     |     |     |     |     |     |     |     |     |     |     |     |     |     |     |     |     |     |